# 러시안 묵시록
《러시안 묵시록》(러시아어: Личный номер, Countdown)은 러시아 연방에서 제작된 에브게니 라브렌티에프 감독의 2004년 액션, 모험, 범죄, 스릴러 영화이다. 알렉세이 마카로프 등이 주연으로 출연하였고 세르게이 그리프코프 등이 제작에 참여하였다. 제작비는 700만 달러로, 당시 러시아에서 큰 규모에 속하였다. 2004년 12월 모스크바에서 개봉되었다.

## 출연

### 주연
- 알렉세이 마카로프
- 루이스 롬바드

### 조연
- 바체스라프 라즈베카에프
- 예고르 포젠코
- 유리 트리로
- 빅토르 베르즈비츠키
- 존 아모스
- 마리야 고르프키나
- 오소 마리아 구에리니
- 제임스 데릭

## 기타
- 미술: 블라디미르 트라페니코프